# Antonio Palocci (artista plástico)
Antonio Palocci (Ribeirão Preto, 16 de junho de 1918 – Ribeirão Preto, 2 de julho de 1987) foi um artista plástico e escultor brasileiro.

## Biografia
Filho dos imigrantes italianos Orlando Palocci e Luisa Vettori, Antonio Palocci desde muito jovem mostrava interesse pela pintura, desenho e escultura, tornando-se um autodidata. Na década de 1940 foi ao Rio de Janeiro onde trabalhou na Escola Superior de Artes Plásticas. Já em São Paulo, trabalhou no ateliê de do escultor italiano De Bortoli e participou de algumas fases da construção da Catedral da Sé, além da organização de algumas bienais de arte da capital paulista.
Em 1946 voltou a Ribeirão Preto, onde produziu um grande número de esculturas em bronze e mármore, muitas delas decoram, ainda hoje, túmulos do Cemitério da Saudade ou altares de igrejas do norte paulista, como as catedrais de Batatais e Ribeirão Preto. Em 1951 tornou-se funcionário público e fundou a Escola de Belas Artes do Bosque, dirigindo o Museu do Café, coordenando a Casa da Cultura e foi nomeado secretário municipal da Cultura, criando o Salão de Artes de Ribeirão Preto. Dedicou toda sua vida à cultura, tendo também montado muitos grupos de teatro amador na década de 1960.
Foi casado com Antonia de Castro (Dona Toninha Palocci) e teve quatro filhos, Pedro, Orlando, Ademar e Antonio Palocci. Este último viria a se tornar prefeito de Ribeirão Preto e também ministro da Fazenda durante o primeiro governo Lula.